# USS Plunger (SS-2)
USS Plunger (SS-2) – amerykański okręt podwodny typu A-1. Był jednym z pierwszych okrętów podwodnych służących w US Navy. Pierwotnie okręt nosił nazwę "Plunger", jednak w 1911 roku w związku z ogólną zmianą systematyki nazewniczej w marynarce amerykańskiej, nazwa została zmieniona na oznaczenie literowo-numeryczne A-1.

## Historia
Stępkę pod USS "Plunger" położono 21 maja 1901 w Crescent Shipyard w Elizabeth (stan New Jersey). Wodowanie jednostki nastąpiło 1 lutego 1902, a oddanie do służby 19 września 1903. Przydzielony do centrum uzbrojenia torpedowego w Newport brał udział w badaniach nad zastosowaniem uzbrojenia torpedowego. Przez dwa lata testowano na nim wyposażenie, uzbrojenie i zastosowanie nowej taktyki walki na morzu. Okręt służył także do celów szkoleniowych. W sierpniu 1905 "Plunger" został odholowany przez USS "Apache" do Nowego Jorku, gdzie miał być poddany dalszym testom. 23 sierpnia na jego pokładzie gościł prezydent Theodore Roosevelt, z którym okręt dokonał kilku próbnych zanurzeń.
A-1 został wycofany ze służby 3 listopada 1903 i pozostawał nieaktywny do 23 lutego 1907. 3 maja 1909 dowództwo na okręcie objął późniejszy admirał i dowódca floty Chester Nimitz.
17 listopada 1911 zmieniono nazwę okrętu na "A-1". Ostateczne wycofanie okrętu ze służby miało miejsce 24 lutego 1913. W 1916 podjęto decyzję o przemianowaniu na eksperymentalny okręt cel i nadano oznaczenie "Target E". Okręt sprzedano na złom w 1922.